# Куринной, Богдан
Богдан Куринной (швед. Bogdan Kourinnoi; 15 декабря 1993 года) — шведский борец греко-римского стиля, бронзовый призёр чемпионата Европы 2020 года. 

## Биография
Родился в 1993 году. С 1998 года занимается борьбой. С 2010 выступает на международной арене. 
В 2019 году впервые принял участие во взрослом чемпионате мира по борьбе. Занял 22-е место в весовой категории до 82 кг. 
В феврале 2020 года на чемпионате континента в итальянской столице, в весовой категории до 82 кг Богдан в схватке за бронзовую медаль поборол спортсмена из Италии Чиро Руссо и завоевал бронзовую медаль европейского первенства.